# 池谷薰
池谷薫（1943年11月30日—）是日本知名的業餘天文學家以及彗星獵者，生於靜岡縣。

## 生平
他於1962年開始尋找彗星，翌年發現首顆新彗星，名為池谷彗星（C/1963 A1），其後五年間共發現了五顆，其中以1965年與關勉共同發現的池谷·關彗星（C/1965 S1）最為知名。在1980年代他也發現了兩顆超新星。
2002年2月1日，他與來自中國的張大慶共同發現了池谷－張彗星，距對上一顆發現的池谷-關彗星（C/1967 Y1）的日子相隔了35年。

2005年至今，池谷從事反射望遠鏡的反射鏡的研磨工作，以及繼續在夜空中尋找彗星。2010年11月3日，池谷薰與新潟縣村上茂樹同時發現新彗星池谷–村上彗星，這是他第七次發現新彗星。

## 發現
| C/1963 A1 池谷彗星                       | 1963年1月2日   |     |
| C/1964 N1 池谷彗星                       | 1964年7月3日   | [1] |
| C/1965 S1 池谷·關彗星                    | 1965年9月18日  |     |
| C/1966 R1 池谷・艾佛哈特彗星             | 1966年9月8日   |     |
| C/1967 Y1 池谷·關彗星                    | 1967年12月28日 | [2] |
| 153P 池谷・張彗星                        | 2002年2月1日   |     |
| 332P 池谷・村上彗星                      | 2010年11月2日  |     |
| - [1] 第二池谷彗星 - [2] 第二池谷·關彗星 |                |     |

## 榮譽
小行星4037是以池谷薫來命名的。